# 曾鼎
曾鼎（1389年—？），字復鉉，江西吉安府永豐縣遷鶯鄉十六都人，明朝政治人物。進士出身。

## 生平
永樂九年（1411年）江西鄉試第一名。永樂十年（1412年）壬辰科會試二十七名，殿試登進士第二甲第十七名，官至廣東僉事。

## 家族
曾祖曾良翰，曾任元□定教諭。祖父曾用先，曾任壬子科舉人。父亲曾公逵。

## 延伸阅读
[在维基数据编辑]
 《明史卷二百九十六》，出自《明史》